# 亞太工藝與革新大學
亚太工艺与革新大学(APUTI)是马来西亚的一所私立大学。

## 历史
成立于1993年，前身是Asia Pacific Institute of Information Technology (APIIT) 。在2004年，它被授予大学学院地位，并更名为Asia Pacific Institute of Information Technology (APUCTI)。他們從大學學院升級爲大學後，正式更名為亞太工藝與革新大學。亞太工藝與革新大學与斯塔福德郡大学联合培养了40,000多名毕业生。